# Allium hollandicum
Allium hollandicum R.M.Fritsch – gatunek byliny należący do rodziny czosnkowatych (Allioideae Herbert). Występuje endemicznie w Iranie. Kwitnie od połowy maja do czerwca.

## Morfologia
ŁodygaGłąbik dorastający do 60–90 cm wysokości.
KwiatyOkwiat ma 60–75 cm wysokości. Płatki mają barwę od pomarańczowej do fioletowej.

## Zmienność
Gatunek posiada kultywar:
- 'Purple Sensation' – dorasta do 90 cm, posiada krótkie liście u podstawy, które obumierają podczas kwitnienia. Kwiaty są małe, mają różowofioletową barwę, zebrane są w kuliste kwiatostany[6]

## Zastosowanie
Roślina ma zastosowanie komercyjne jako roślina ozdobna.